# سكوير آب (ألبوم)
سكوير آب (بالإنجليزية: Square up)‏ هو أول ألبوم مصغر لفرقة الفتيات الكورية الجنوبية بلاكبينك إصدر في في 15 يونيو 2018 بواسطة واي جي إنترتينمنت والألبوم متوفر بنسختين اليابانية والكورية ويحتوى الالبوم على اربع اغاني الاغنية الجانبية هي «صغار للأبد» والاغنية الرئيسية هي أغنية «ددو-دو ددو-دو» التي حصلت على أكثر مليار مشاهدة على اليوتيوب وأصبحن بذلك أول فرقة كورية تحقق ذلك الرقم. ظهر الألبوم لأول مرة في مخطط ألبومات غاون وأستمر في بيع ما يقرب من 179000 نسخة في أول خمسة عشر يوماً من إصداره في كوريا الجنوبية، كما احتل المرتبة رقم 40 على الولايات المتحدة في مخطط بيلبورد هوت 200. ليصبح ثاني ألبومات بلاكبينك الأكثر مبيعاً في أمريكا، وايضاً ثاني أعلى البوم ترسم في المخططات الاميريكية حتى الآن لفرقة فتيات كورية.

## الترويجات
بعد ظهر يوم 2018 عقد فتيات بلاكبينك مؤتمراً صحفياً لإصدار «سكوير آب» في M-CUBE ، سينسا-دونغ في سول، في اليوم نفسه، قبل ساعة واحدة من إصدار الألبوم المصغر، تم بث العد التنازلي المباشر على الهواء مباشرة على موقع البث على شبكة في لايف الخاصة بـنايفر والذي يعرض بلاكبينك وهم يناقشون الموسيقى الجديدة ومفهوم الاغاني وتلميحات عن الرقص وأول ظهور لأول عصا تشجيع لهم. شاهد البث أكثر من 850,000 ألف مشاهد، في 16 يونيو 2018 أقيم «حدث بلاكبينك اريا»، وهو متجر منبثق لمفهوم سكوير آب للمعجبين، في نفس الموقع الذي تم فيه تصوير «بلاكبينك هاوس»، لمدة 9 أيام. في 23 يونيو، ظهرن بلاكبينك كضيفات على برنامج آيدول روم للترويج للألبوم، حيث كان هذا أول ظهور لهن في البرنامج.
ظهرن فتيات بلاكبينك على العديد من البرامج التلفزيونية للترويج للاغنية الجانبية "صغار للأبد" و"ددو دو ددو دو" في برامج مثل "ميوزك كور" وإنكيغايو". وفي 14 يوليو، أنهت الفرقة العروض الترويجية لأغنية "ددو-دو-ددو-دو" وبدأت بالترويج لأغنية "صغار للأبد" بأعتبارها الأغنية الثانية الرئيسية من الألبوم المصغر وأستمر الترويج لمدة سبعة أسابيع واُختتم في 5 أغسطس في أدائهم الأخير على برنامج إنكيغايو.

## روابط خارجية
- سكوير آب على موقع أول موفي (الإنجليزية)